# Tuskegee (Alabama)
Tuskegee – miasto w stanie Alabama (USA).

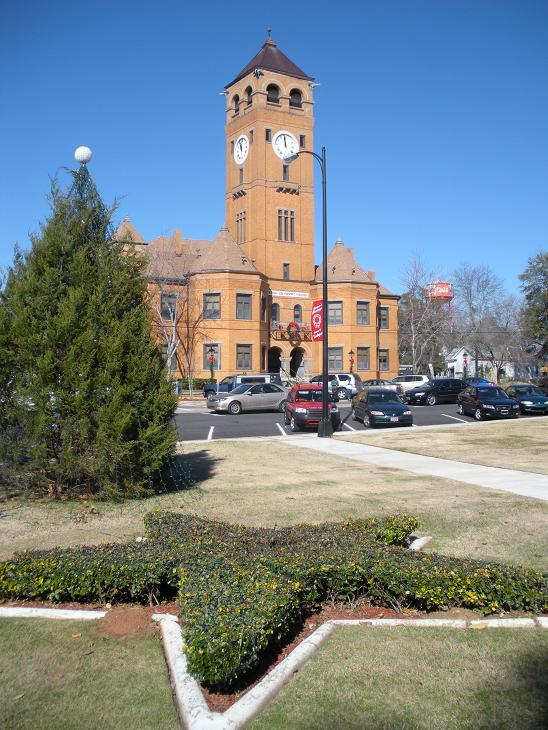
Tuskegee - budynek sądu

## Demografia
W 2005 roku populacja wynosiła 11 590 osób. W roku 2023 liczba mieszkańców spadła do 8765 osób, a gęstość zaludnienia do 215,4 osoby/km².

## Znane osoby
4 lutego 1913 roku urodziła się Rosa Parks, afroamerykańska działaczka na rzecz praw człowieka, natomiast 36 lat później, 20 czerwca 1949 roku urodził się Lionel Richie, amerykański wokalista.